# لويس فريمان موت
لويس فريمان موت (بالإنجليزية: Lewis Freeman Mott)‏ هو متحدث تحفيزي أمريكي، ولد في 1863، وتوفي في 1941.